# Andrés Acosta
Andrés Acosta (Chilpancingo, Guerrero, 30 de noviembre de 1964) Escritor de novelas, libros de cuento y poesía. En 2021 ganó el  de Novela Juvenil FeNal-Norma, con La sirena y el halcón. En 2020 obtuvo el Premio Binacional Valladolid a las Letras, por su novela Su fantasmática presencia. En 2019 ganó el Premio El Barco de Vapor de novela infantil con Clandestino. En 2018 fue seleccionado por la Universidad Castilla-La Mancha como uno de los 25 autores hispanoamericanos más relevantes de literatura juvenil, y publicó la novela La flor de Paracelso y la antología de cuentos Acosd@s. En 2017 obtuvo el Premio Internacional de Novela Juvenil del Fondo Editorial del Estado de México, por #YoSoyBosco (que en 2019 fue reconocida también con el Premio Internacional de la Fundación Cuatrogatos); además, publicó El club de los fracasados y la novela El país de la oscuridad. En 2015 la Feria del Libro Guerrerense en Taxco le fue dedicada, con un homenaje público por parte del Estado; ese mismo año, su obra El libro de los fantasmas mereció el Premio Internacional de Literatura Sor Juana Inés de la Cruz, en poesía infantil; mientras que con la novela juvenil Tristania, ganó el Premio Cuatrogatos, que además fue postulada para Los Mejores Libros para Niños y Jóvenes, del Banco del Libro de Venezuela; y, publicó Escalera al cielo, en la colección El Barco de Vapor. En 2013 se imprimió Lengua de hierro, que obtuvo el Premio Nacional de Novela Ignacio Manuel Altamirano. Por Cómo me hice poeta, en 2010, recibió el Premio de Novela Juan García Ponce y publicó Agua en polvo. En 2009, con Olfato, ganó el Premio de Literatura Juvenil Gran Angular. Su obra El complejo de Faetón fue seleccionada por la SEP para las bibliotecas del Programa Libros del Rincón, periodo 2008-2009. En 2005, su novela Doctor Simulacro fue primera finalista del Premio Nacional “Una vuelta de tuerca” de novela negra, policíaca y de misterio; además, con Lavadora de culpas obtuvo el Premio de Cuento para Niños de la Feria Internacional del Libro Infantil y Juvenil. En 2003, con el libro Solitarios y podridos ganó el Premio Latinoamericano de Cuento Benemérito de América, y con Capicúa 101, el Premio Nacional de Cuento Juan José Arreola. Su obra No volverán los trenes, publicada en 1998, fue galardonada con el Premio Nacional de Novela Corta Josefina Vicens. Con El sueño de los cinocéfalos, que vio la luz en 1997, obtuvo mención en el Premio de Fragmento de Novela Punto de Partida. Su libro de cuentos Afuera están gritando tu nombre fue mención del Premio de Nacional de Literatura Gilberto Owen en 1991. Tuvo la beca para Jóvenes Creadores del Fonca, en 1998, y la de Creadores con Trayectoria, del Estado de Guerrero, en 1999 y 2017. Ha sido beneficiario del Programa de Residencias Artísticas en Colombia (2001), Canadá (2003) y Austria (2006). Pertenece al Sistema Nacional de Creadores Artísticos desde 2011.

## Obra publicada

### Novelas
- 1997 El sueño de los cinocéfalos, UNAM, colección Confabuladores. ISBN 968-36-5560-2
- 1998 No volverán los trenes, Conaculta, Fondo Editorial Tierra Adentro. ISBN 970-181339-5
- 2005 Doctor Simulacro, Joaquín Mortiz, colección El Volador. ISBN 968-21-1279-6
- 2006 El complejo de Faetón (juvenil), Ediciones SM, serie Gran Angular. ISBN 970-785-058-2 y 2008 Secretaría de Educación Pública, colección Astrolabio. ISBN 978-607-469-045-3
- 2009 Olfato (juvenil), Ediciones SM, serie Gran Angular. ISBN 978-607-471-416-6
- 2010 Cómo me hice poeta, Ficticia, colección Premios Nacionales. ISBN 978-607-7693-15-4
- 2012 Subterráneos (juvenil), Ediciones SM, serie Gran Angular. ISBN 978-607-24-0262-1
- 2013 Lengua de hierro, Instituto Guerrerense de la Cultura/Praxis, Colección Ignacio Manuel Altamirano. ISBN 978-607-420-123-9
- 2014 Tristania ( juvenil), Ediciones El Naranjo. ISBN 978-607-7661-85-6
- 2015 Escalera al cielo (infantil). Ediciones SM, colección El Barco de Vapor.
- 2017 El club de los fracasados (infantil). Editorial Edebé.
- 2018 #YoSoyBosco (juvenil). Fondo Editorial del Estado de México y 2021 Penguin Random House, colección Montena.
- 2018 La flor de Paracelso (juvenil). Edelvives.
- 2019 Clandestino (infantil). Ediciones SM, colección El Barco de Vapor.
- 2021 Su fantasmática presencia. Ediciones Horson.
- 2021 La sirena y el halcón. Norma, colección Zona Libre.
- 2021 Velar el vuelo. Ediciones SM, colección El Barco de Vapor.

### Libros de cuentos
- 1991 Afuera están gritando tu nombre, Difocur, colección Premio Nacional de Literatura Gilberto Owen. ISBN 968-6608-03-6
- 1999 Los signos remotísimos del día, Asociación de Escritores de México, colección El Tintero. ISBN 968-7872-02-0
- 2003 Solitarios y podridos, Universidad Autónoma Benito Juárez, colección Premio Latinoamericano Benemérito de América.
- 2003 Capicúa 101, Universidad de Guadalajara, colección Concurso Nacional de Cuento Juan José Arreola. ISBN 970-27-0410-3
- 2006 Lavadora de culpas (¡infantil), Conaculta, colección El Sueño del dragón. ISBN 970-35-1194-5
- 2010 Agua en polvo (infantil), Norma, colección Torre de Papel Roja. ISBN 978-607-130-092-8

### Poesía
- 2015 El libro de los fantasmas (infantil), Fondo Editorial del Estado de México, colección Lectores Niños y Jóvenes. ISBN 978-607-495-363-3

### Cuadernillos bilingües de narrativa
- 2003 Mérida (coautoría con José Teodoro), Left Hand Press. British Columbia, Canadá. ISBN 0-9733956-0-6
- 2003 Cinco noches en La Habana (coautoría con Lori Maleea Acker), Left Hand Press. British Columbia, Canadá. ISBN 0-9733956-0-5

### Antología
- 2014 Si ya está muerto, sonría. Relatos mexicanos de crueldad y humor negro. Prólogo y selección. SM Ediciones, colección Gran Angular. ISBN 978-607-24-0893-7

## Premios recibidos
- 1990 Mención honorífica del Premio Nacional de Literatura Gilberto Owen por Afuera están gritando tu nombre.
- 1991 Premio de Cuento del periódico El Nacional, por Los gordos.
- 1993 Mención honorífica del Premio Nacional de Cuento Efraín Huerta, por Sol en un cuarto vacío.
- 1994 Premio de Cuento de la revista Punto de partida, UNAM, por En un jardín japonés.
- 1995 Premio Nacional de Novela Corta Josefina Vicens, INBA, por No volverán los trenes.
- 1996 Premio Nacional de Cuento Edmundo Valadés, INBA, por Turba.
- 1998 Segundo lugar en el Concurso de Cuento José Emilio Pacheco, UNAM, por Las conversiones de Pablo.
- 1998 Reconocimiento Público por la Destacada Trayectoria Literaria. Gobierno del Edo. de Guerrero.
- 2001 Premio de Cuento de Humor Negro, Secretaría de Cultura de Michoacán, por Coulrofobia.
- 2002 Mención honorífica del Concurso Nacional Historias de Lectura, por Arreola en la cárcel.
- 2003 Premio Nacional de Cuento Juan José Arreola, por Capicúa 101.
- 2003 Premio Latinoamericano de Cuento "Benemérito de América", por Solitarios y podridos.
- 2005 Primer finalista del Premio Nacional de novela negra: Una vuelta de tuerca. Editorial Planeta/CONACULTA/CONECULTA Qro, por Doctor Simulacro.
- 2005 Premio Nacional de Cuento FILIJ para niños, por Lavadora de culpas.
- 2005 Reconocimiento Cívico a la Trayectoria Literaria, Gobierno del Edo. de Guerrero.
- 2006 Mención honorífica del Premio Gran Angular de Literatura Juvenil, por El complejo de Faetón.
- 2007 Premio Nacional de Novela Ignacio Manuel Altamirano, Instituto Guerrerense de Cultura, por Lengua de hierro.
- 2008 Tercer lugar en el Concurso de Obra de Teatro para Títeres sobre Alebrijes, Museo de Arte Popular, por No pronuncies ese nombre.
- 2009 Premio Gran Angular de Literatura Juvenil, por Olfato.
- 2009 Premio Nacional de Novela Corta “Juan García Ponce”, de la Bienal de Literatura Yucatán 2008-2009, por Cómo me hice poeta.
- 2014 Premio Internacional de Literatura "Sor Juana Inés de la Cruz", categoría de poesía infantil, por El libro de los fantasmas.
- 2015 Premio Fundación Cuatrogatos, categoría "Para los que se volvieron grandes lectores", por Tristania.
- 2017 Ganador del Certamen Internacional de Literatura Infantil y Juvenil FOEM, categoría de novela juvenil, por #YoSoyBosco.